# Phil Edwards (atleta)
Philip Aron Edwards (Georgetown, 23 settembre 1907 – Montréal, 6 settembre 1971) è stato un velocista, mezzofondista e medico canadese di origine guyanese, cinque volte medaglia di bronzo ai Giochi olimpici, tanto da ricevere il soprannome di Man of Bronze (uomo di bronzo).
È l'atleta canadese con il maggior numero di medaglie olimpiche, nonché il primo atleta nero ad aver vinto una medaglia olimpica e una medaglia d'oro ai Giochi del Commonwealth (all'epoca Giochi dell'Impero Britannico). È stato anche atleta a cui venne assegnato il Trofeo Lou Marsh come miglior sportivo canadese dell'anno nel 1936. Fu capitano e medico esperto di malattie tropicali delle Canadian Forces.

## Biografia
Nato a Georgetown nella Guyana britannica, dove fu allenato dal padre avvocato, dopo le scuole superiori si trasferì negli Stati Uniti, dove si iscrisse alla New York University nel 1926, per proseguire la sua carriera di corridore.

### Atleta olimpico
Dopo le sue importanti prestazioni sportive negli Stati Uniti, nel 1927 il direttore della squadra olimpica canadese di atletica leggera Melville Marks Robinson gli chiese di competere per il Canada ai Giochi olimpici di Amsterdam del 1928 (la Guyana britannica non aveva una squadra olimpica), dove vinse la sua prima medaglia di bronzo nella staffetta 4×400 metri insieme ad Alex Wilson, Stan Glover e Jimmy Ball. Partecipò anche alle gare degli 800 metri, dove concluse in quarta posizione, e dei 400 metri piani, dove fu eliminato alle semifinali.
Dopo la sua prima avventura olimpica, lasciò New York per trasferirsi in Canada, dove frequentò l'Università McGill di Montréal come studente di medicina. Qui continuò la sua collaborazione con Bobby Robinson, rappresentando la Guyana britannica alla prima edizione dei Giochi dell'Impero britannico nel 1930 ad Hamilton, in Canada. Partecipò nuovamente ai Giochi dell'Impero britannico nel 1934 a Londra, dove conquistò la medaglia d'oro nelle 880 iarde.
Alla McGill Edwards fu capitano della squadra universitaria di atletica leggera dal 1931 al 1936, portando la squadra a sei campionati consecutivi. Nel 1932 partecipò ai Giochi olimpici di Los Angeles, dove conquistò tre bronzi negli 800 metri, nei 1500 metri e nella staffetta 4×400 metri con Ray Lewis, Jimmy Ball e Alex Wilson. Quattro anni dopo prese parte ai Giochi olimpici di Berlino, nella Germania nazista, dove fu uno dei numerosi atleti neri, tra i quali lo statunitense Jesse Owens, a gareggiare prima del regime hitleriano. Conquistò il suo quinto bronzo negli 800 metri, mentre arrivò quinto nei 1500 metri e quarto nella staffetta 4×400 metri con Marshall Limon, William Fritz e Johnny Loaring. Al ritorno dai Giochi di Berlino, fu rifiutato in un albergo di Londra a causa della sua razza: l'intera squadra annullò la prenotazione preferendo un'altra sistemazione.

### Carriera medica
Edwards si laureò in medicina all'Università McGill nel 1936, immediatamente prima della sua partecipazione alle Olimpiadi di Berlino e della sua nomina a miglior atleta canadese dell'anno. Interruppe la sua carriera medica per servire le Canadian Forces, dove fu alzato al grado di capitano prima del rientro a Montréal. Ottenne il diploma di laurea nel 1945 e si specializzò nella cura delle malattie tropicali, unendosi allo staff del Royal Victoria Hospital di Montréal partecipando a una serie di missioni mediche internazionali. La permanenza di Edwards presso questo ospedale coincise con quella dello psichiatra statunitense Donald Ewen Cameron; Edwards fu determinante nel salvataggio di almeno un paziente la cui malattia fisica era stata mal diagnosticata da Cameron come disturbo mentale.
Edwards morì per problemi cardiaci nel 1971, a pochi giorni dal suo 64º compleanno. Riposa presso il Mount Royal Cemetery di Montréal.

## Palmarès
| Anno                     | Manifestazione                | Sede          | Evento                | Risultato     | Prestazione   | Note                          |
| Per il Canada            | Per il Canada                 | Per il Canada | Per il Canada         | Per il Canada | Per il Canada | Per il Canada                 |
| ------------------------ | ----------------------------- | ------------- | --------------------- | ------------- | ------------- | ----------------------------- |
| 1928                     | Giochi olimpici               | Amsterdam     | 400 metri piani       | elim. qualif. | 50"2          | [ 1 ]                         |
| 1928                     | Giochi olimpici               | Amsterdam     | 800 metri             | 4º            | 1'54"0        |                               |
| 1928                     | Giochi olimpici               | Amsterdam     | Staffetta 4×400 metri | Bronzo        | 3'15"4        |                               |
| 1932                     | Giochi olimpici               | Los Angeles   | 800 metri             | Bronzo        | 1'51"5        |                               |
| 1932                     | Giochi olimpici               | Los Angeles   | 1500 metri            | Bronzo        | 3'52"8        |                               |
| 1932                     | Giochi olimpici               | Los Angeles   | Staffetta 4×400 metri | Bronzo        | 3'12"8        |                               |
| 1936                     | Giochi olimpici               | Berlino       | 800 metri             | Bronzo        | 1'53"6        |                               |
| 1936                     | Giochi olimpici               | Berlino       | 1500 metri            | 5º            | 3'50"4        | Miglior prestazione personale |
| 1936                     | Giochi olimpici               | Berlino       | Staffetta 4×400 metri | 4º            | 3'11"8        |                               |
| Per la Guyana britannica |                               |               |                       |               |               |                               |
| 1930                     | Giochi dell'Impero Britannico | Hamilton      | 440 iarde             | elim. qualif. | n/d           |                               |
| 1930                     | Giochi dell'Impero Britannico | Hamilton      | 880 iarde             | 5º            | n/d           |                               |
| 1930                     | Giochi dell'Impero Britannico | Hamilton      | Miglio                | 5º            | n/d           |                               |
| 1934                     | Giochi dell'Impero Britannico | Londra        | 880 iarde             | Oro           | 1"54          |                               |

## Campionati nazionali
- 1 volta campione statunitense degli 800 metri (1929)

## Riconoscimenti
- Trofeo Lou Marsh (1936)
- Canada's Sports Hall of Fame[2] (1937)
- McGill University Sports Hall of Fame[3] (1937)
- Quebec Sports Hall of Fame (2005)

Ogni anno, dal 1972, in Canada si tiene in suo onore il Phil A. Edwards Memorial Trophy.